# Michael Sullivan
Michael Sullivan, född 6 december 1942 i Exeter, är en brittisk före detta sportskytt.
Sullivan blev olympisk bronsmedaljör i gevär vid sommarspelen 1984 i Los Angeles.